# Врући комби
Врући комби (енгл. Jim Powers’ The Bang Van) је амерички порнографски филм из 2003. године. У Америци овај филм је први у низу — каснији наставци имају додате бројеве. Режирао га је Џим Пауерс (енгл. Jim Powers). На DVD-у у Србији издало га је предузеће Venus Video 2007. године. Тираж није објављен. Не постоји евентуална интерна ознака српског издавача, али је прошао каталогизацију COBISS.SR-ID под бројем 144087052.

## Опис са омота
Ево шта је био план: Да узмемо велики комби и да возикамо три порно глумца унаоколо, цео дан и да им налазимо рибе које ће они да карају у комбију. Некако сам успео да наговорим Дејва Хардмана да прекине пензију због овог. Господин Пит је био превише урађен да би знао шта се уопште дешава, а Џони ионако ово ради свако вече. И, ето нас, са камером у руци и без икаквог плана, упутили смо се у град да нађемо пичиће. Шта год да нам падне под руку.
ХЕЈЛИ — Млада девојка која се одлучила да се провоза са нама, уместо да је отишла бусом у ЛА на посао. Како ће свом шефу да објасни сву ту сперму у коси? На шта је она мислила, кад је ушла у онај комби са овим лудацима?
ЏУЛИ — Ова глупача је мислила од Врућег комбија да је E1 линија до Железничке. Срећа наша да је ова риба стварно курветина, иначе бисмо упали у проблем, кад је Дејв кренуо да маше својом стварчицом.
АВА — Добро, добро више. Па шта, покупили смо проститутку. Било ко може да кресне ову крмачу. Чекајте док не видите све шта нас пушта да јој радимо. Чак смо и двоцевку одрадили. Обожавамо курве.
МИСТИ — Ова Мексиканка са великим сисама коју смо покупили у Фонтани је продавала јагоде, покрај пута. Не знам шта смо јој рекли да уђе са нама у комби, али ова девојка је хтела жестоко да се забавља. И то на кити. Па смо и њој одрадили двоцевку, и оставили је у Викторвилу. Надамо се да ју је неко повезао кући.